# Hans Scharoun
Hans Scharoun (Bremen, 1893 - Berlín, 1973) va ser un arquitecte alemany. Després dels seus estudis a Berlín, es va adherir al grup expressionista Die Gläserne Kette. Posteriorment va evolucionar cap al racionalisme, i en la seva obra va fusionar aquests dos llenguatges. De la seva producció berlinesa destaquen els habitatges col·lectius de Siemensstadt, el barri de Charlottenburg-nord i l'edifici de l'Orquestra Filharmònica. Va crear el grup de planificació Berliner Kollektiv i la càtedra d'urbanisme de la Technische Universität de Berlín.

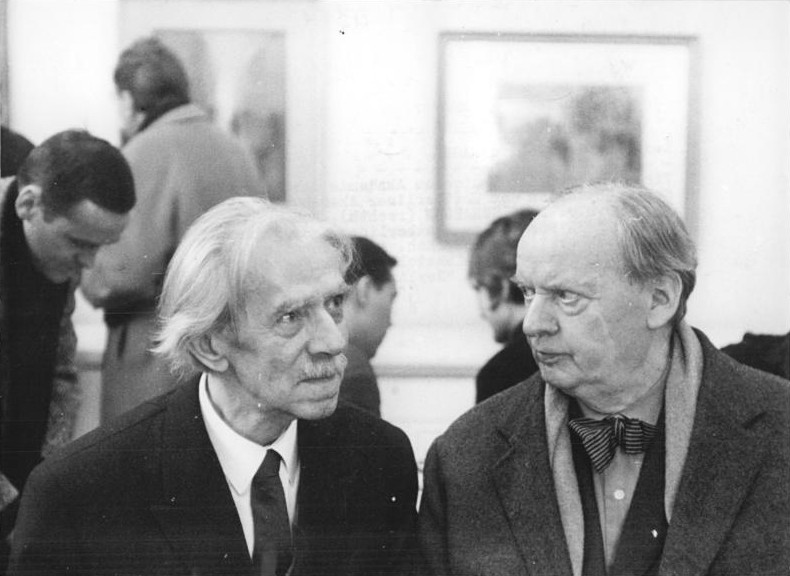
Hans Scharoun (dreta), amb Otto Nagel.

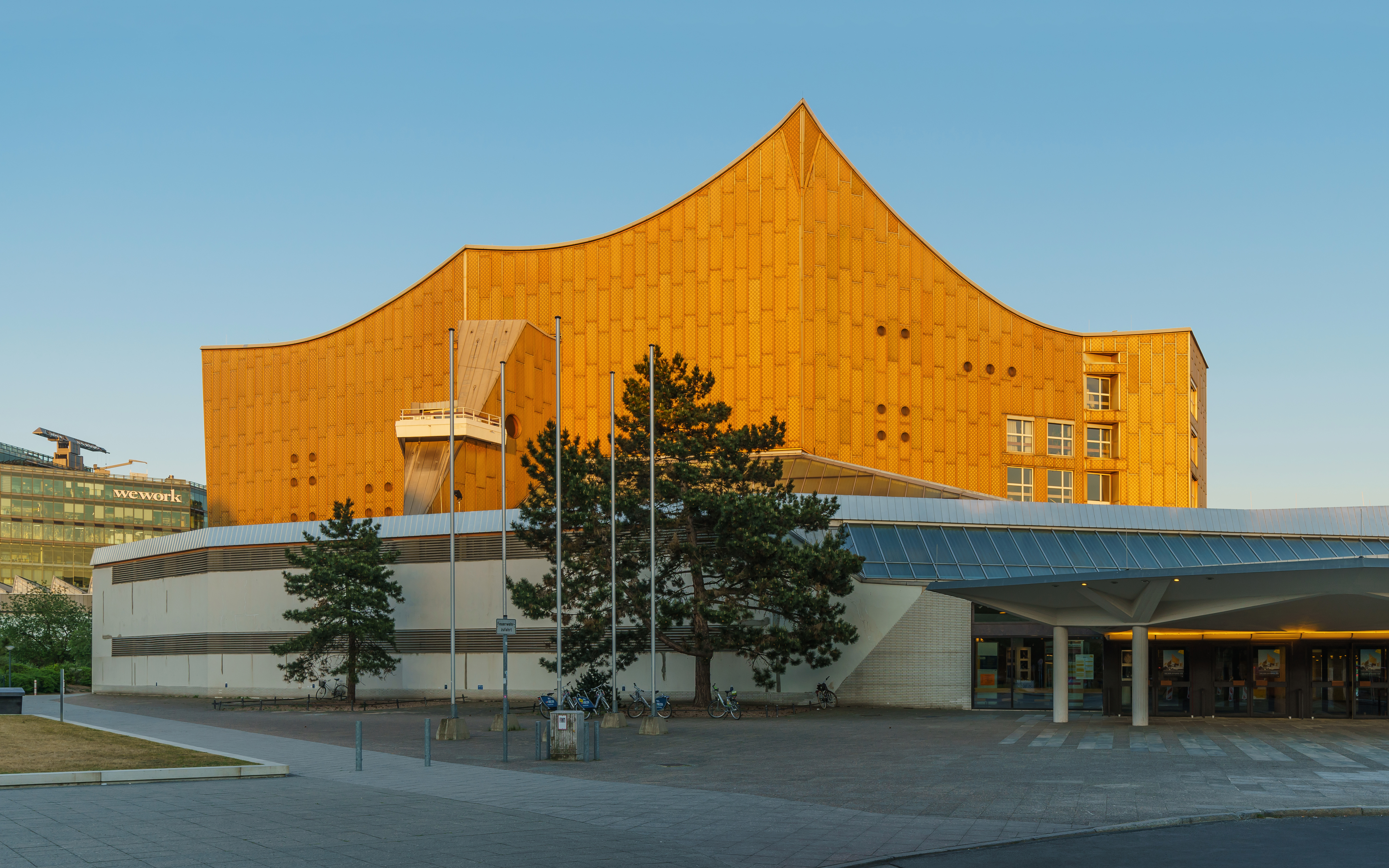
Filharmònica de Berlín

## Biografia

### 1893 a 1924
Scharoun va néixer a Bremen. Després d'aprovar l'Abitur a Bremerhaven el 1912, Scharoun va estudiar arquitectura a la Universitat Tècnica de Berlín fins al 1914 (aleshores anomenada Königliche Technische Hochschule, la Universitat Tècnica Reial de Berlín), però no va acabar els seus estudis. Ja havia mostrat interès per l'arquitectura durant els seus anys escolars. Als 16 anys va redactar els seus primers dissenys, i als 18 es va presentar per primera vegada a un concurs d'arquitectura per a la modernització d'una església a Bremerhaven.
El 1914 es va oferir voluntari per servir a la Primera Guerra Mundial. Paul Kruchen, el seu mentor des del seu temps a Berlín, li havia demanat que col·laborés en un programa de reconstrucció de Prússia Oriental. El 1919, després de la guerra, Scharoun va assumir la responsabilitat del seu despatx com a arquitecte autònom a Breslau. Allà i a Insterburg (Txerniakhovsk), realitza nombrosos projectes i organitza exposicions d'art, com la primera exposició del grup expressionista d'artistes, Die Brücke, a Prússia Oriental.

### 1925 a 1932

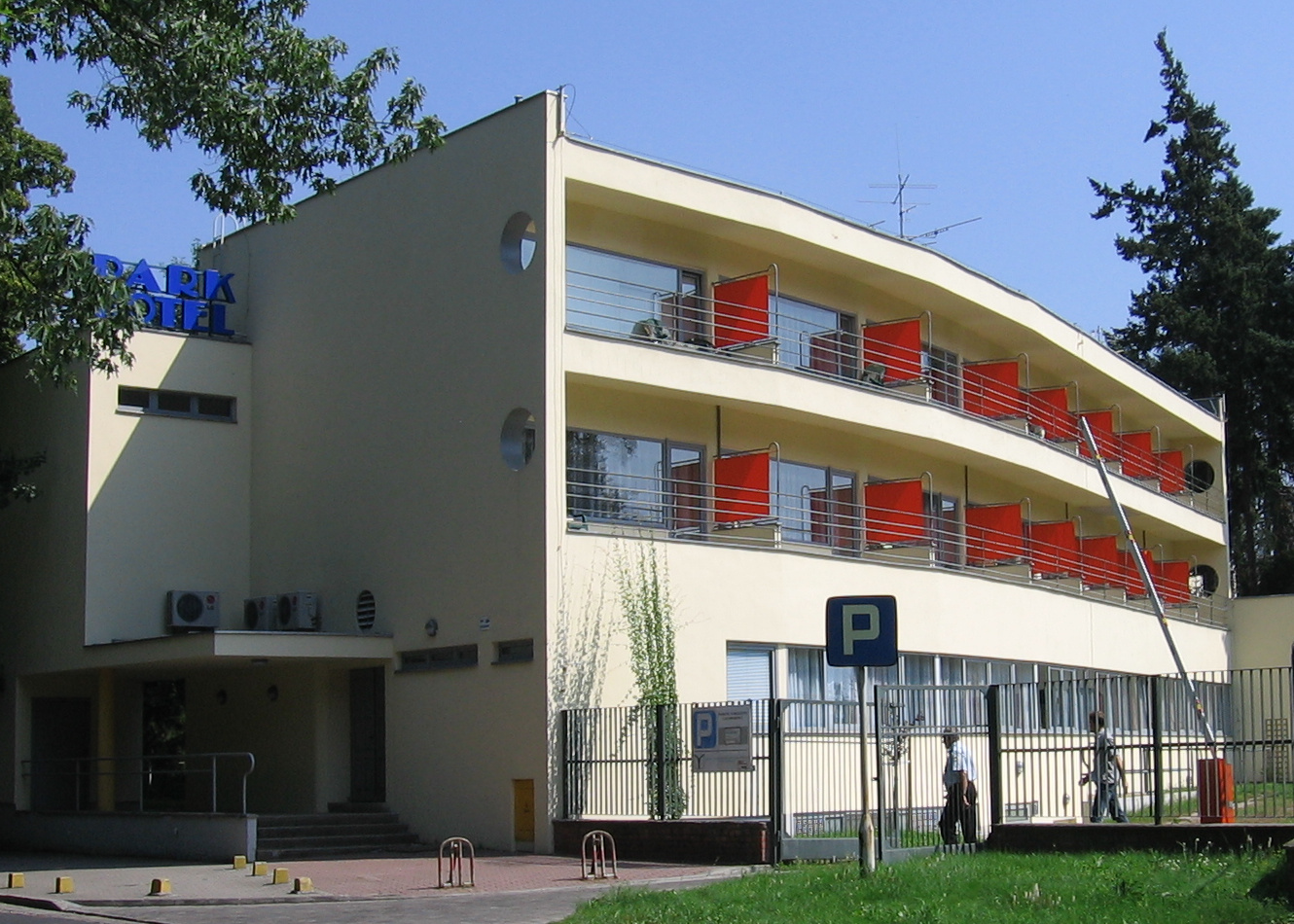
Ledigenheim a Breslau, 1929

Va rebre una càtedra a la Staatliche Akademie für Kunst und Kunstgewerbe Breslau (Acadèmia d'Arts i Oficis de Breslau) on va ensenyar fins al seu tancament el 1932. El 1919 s'havia unit al grup d'arquitectes expressionistes de Bruno Taut, la Cadena de Vidre. El 1926 va ingressar a l'associació d'arquitectes Der Ring. El 1927 Scharoun va construir una casa a la finca Stuttgart Weissenhof. Va ser responsable a finals dels anys vint del pla de desenvolupament d'una gran urbanització, Großsiedlung Siemensstadt, a Berlín. La teoria del nou edifici d’Hugo Häring va inspirar Scharoun en una nova direcció arquitectònica que s'allunyava del racionalisme i dels esquemes preformulats, per tal de desenvolupar edificis partint en cada cas d'un caràcter funcional únic. L'organització de l'espai de vida social va tenir un paper central.

### 1933 a 1945
Durant l'època nazi va romandre a Alemanya, mentre que molts dels seus amics i col·legues de la Cadena de Vidre o Der Ring van marxar a l'estranger. En aquesta època només va construir unes poques cases familiars, una de les quals és la notable casa Schminke (d'accés públic) a la ciutat de Löbau a Saxònia (1933). Les cases posteriors s'havien d'adaptar exteriorment a les especificacions de construcció determinades políticament, mentre que a l'interior mostraven les seqüències d'espais típicament Scharounianes. Durant la guerra va estar ocupat amb la reconstrucció després dels danys de la bomba. Va registrar les seves idees i visions arquitectòniques en secret en nombroses aquarel·les. Amb aquestes arquitectures imaginàries es va preparar mentalment per un temps després dels nazis.

### 1946 a 1972
Després del final de la Segona Guerra Mundial va ser nomenat pels aliats al consell de la ciutat i nomenat director de l’Abteilung Bau- und Wohnungswesen des Magistrats (Departament d'Edificació i Habitatge Municipal). En una exposició a les ruïnes destruïdes del Palau Reial de Berlín titulada Planta de Berlín — Erster Bericht (Plans de Berlín - Primer informe), va presentar les seves concepcions per a la reconstrucció de Berlín i del mateix palau. Immediatament es va trobar en una terra de ningú política a mesura que la divisió de la ciutat es feia evident.
El 1946 va esdevenir professor a la facultat d'arquitectura de la Universitat Tècnica de Berlín, amb una plaça de professor al Lehrstuhl und Institut für Städtebau (Institut d'edificació urbana).
Després de la guerra va poder realitzar la seva comprensió arquitectònica, tant ambiciosa com humanista, en edificis exemplars; Per exemple, a les torres d'apartaments de Romeo i Julieta d'Stuttgart (1954–59), al Geschwister-Scholl-Gymnasium de Lünen (1956–62) i a la famosa sala de concerts de l'Orquestra Filharmònica de Berlín (1956–63).
Scharoun va guanyar cinc primers premis en concursos fins al 1955, però mai no es va realitzar cap d'aquests dissenys. Aquests inclouen la Liederhalle de Stuttgart el 1949, el teatre de Kassel el 1952 i la Stadthalle de Bremen el 1955. No va ser fins a la nova construcció de l'Orquestra Filharmònica de Berlín, en el concurs de la qual va participar l'estiu de 1956, que Scharoun tindria èxit, que es va implementar efectivament (període de construcció: 1956-1963). Un auditori en terrassa amb un total de 2200 seients envolta l'escenari hexagonal al centre de la sala. La forma extraordinària garanteix una acústica òptima i, segons Hans Scharoun, hauria d'adonar-se de "la relació: persones, espai, música". Ha comparat la disposició de les fileres de seients amb "vinyes als vessants d'una àmplia vall".
Fora dels seus plans de planificació urbana a Berlín, Scharoun va tenir més èxit, tot i que aquest èxit va ser inicialment molt lent. El seu projecte Berlin-Mitte, Hannoversche Strasse 28-30, mereix una menció especial per raons històriques. L'any 1948 l'Administració militar soviètica a Alemanya (SMAD) va lliurar l'edifici, que va ser lleugerament danyat durant la guerra, a l'Acadèmia Alemanya de Ciències de Berlín (DAW). El 1949, Scharoun va construir un àtic com a estudi, que va servir a l'Institut d'Enginyeria Civil de la DAW, que estava dirigit per Scharoun. Els treballs de construcció van ser sota la responsabilitat del director de construcció en cap Wagner, que va comptar amb el suport de l'aleshores intern i més tard arquitecte Claus-Peter Werner. A principis de 1951, a partir de l'Institut d'Enginyeria Civil i l'Institut de Disseny Urbà i Enginyeria d'Estructures es va fundar l'Acadèmia Alemanya de la Construcció i va tenir la seu en aquest edifici. El 1973, l'acadèmia de la construcció va netejar l'edifici, que després va ser convertit per a la Representació permanent de la República Federal d'Alemanya davant la RDA.
Comú a tots aquests edificis és un nou tipus d'entrada a una organització de l'espai extremadament imaginativa i socialment diferenciada. L'escola està planificada com una ciutat petita i amigable per als nens, i les torres d'apartaments permeten una distribució flexible de l'espai i la funció. La Sala de Concerts Filharmònica, reconeguda internacionalment com un dels edificis de més èxit d'aquest tipus, és considerada com la millor obra de Scharoun. Al voltant del centre del podi musical, les files d'espectadors s'eleven en terrasses irregulars, i els plànols del sostre s'estenen com un firmament semblant a una tenda sobre el paisatge arquitectònic.
L’ambaixada alemanya a Brasília (1963–69) segueix sent l'únic edifici que va construir fora d'Alemanya.

### Després de 1972
Alguns dels seus edificis més importants només es van acabar després de la seva mort el 1972 a Berlín, com ara el Deutsches Schiffahrtsmuseum (Museu Marítim Alemany), el teatre de Wolfsburg i la Deutsche Staatsbibliothek (Biblioteca Estatal) de Berlín. L'extensió de la Filharmònica de Berlín al voltant de la Kammermusiksaal i el Staatliche Institut für Musikforschung Preußischer Kulturbesitz mit Musikinstrumentemuseum (Institut d'Investigació Musical i Museu d'Instruments Musicals, Fundació del Patrimoni Cultural de Prússia) es va desenvolupar sota la supervisió del seu soci d'oficina Edgar Wisniewski, que es va fer càrrec de l'oficina. després de la mort de Scharoun. Durant la dècada de 1980, la façana de les sales de concerts de la Filharmònica va ser dotada d'un revestiment de plaques d'alumini anoditzat daurat; originàriament era una façana de formigó pintat de blanc i ocre.
Els dissenys originals de Scharoun havien planificat un revestiment similar, que no es va implementar en aquell moment per raons de cost. Després de la reunificació de Berlín, la Potsdamer Platz, adjacent a l'est del Kulturforum, va ser reconstruïda; per això els dissenys de Scharoun sobre la reurbanització de la ciutat de l'àrea finalment es podrien registrar com a complets.

### Premis
- 1954 Doctor honoris causa per la Universitat Tècnica de Berlín
- 1954 Premi Fritz Schumacher, Hamburg
- Premi de les Arts de Berlín 1955
- 1958 Placa de bronze de la Freie Akademie der Künste Hamburg
- 1959 Großes Bundesverdienstkreuz (Gran ordre federal de mèrits).
- 1962 Senador honorari de la Universitat Tècnica de Berlín
- 1964 Gran Premi del Bund Deutscher Architekten (Federació d'Arquitectes Alemanys)
- 1965 Doctor honoris causa per la Universitat de Roma La Sapienza
- 1965 Premi Auguste Perret
- 1969 Ciutadà d'honor de Berlín
- Premi Erasmus 1970

De 1955 a 1968 va ser president de l'Acadèmia de les Arts de Berlín; el 1968 va ser president d'honor. Va morir als 79 anys a Berlín Occidental.
Hans Scharoun va ser un membre fundador de la societat Paul Hindemith de Berlín.

## Obra

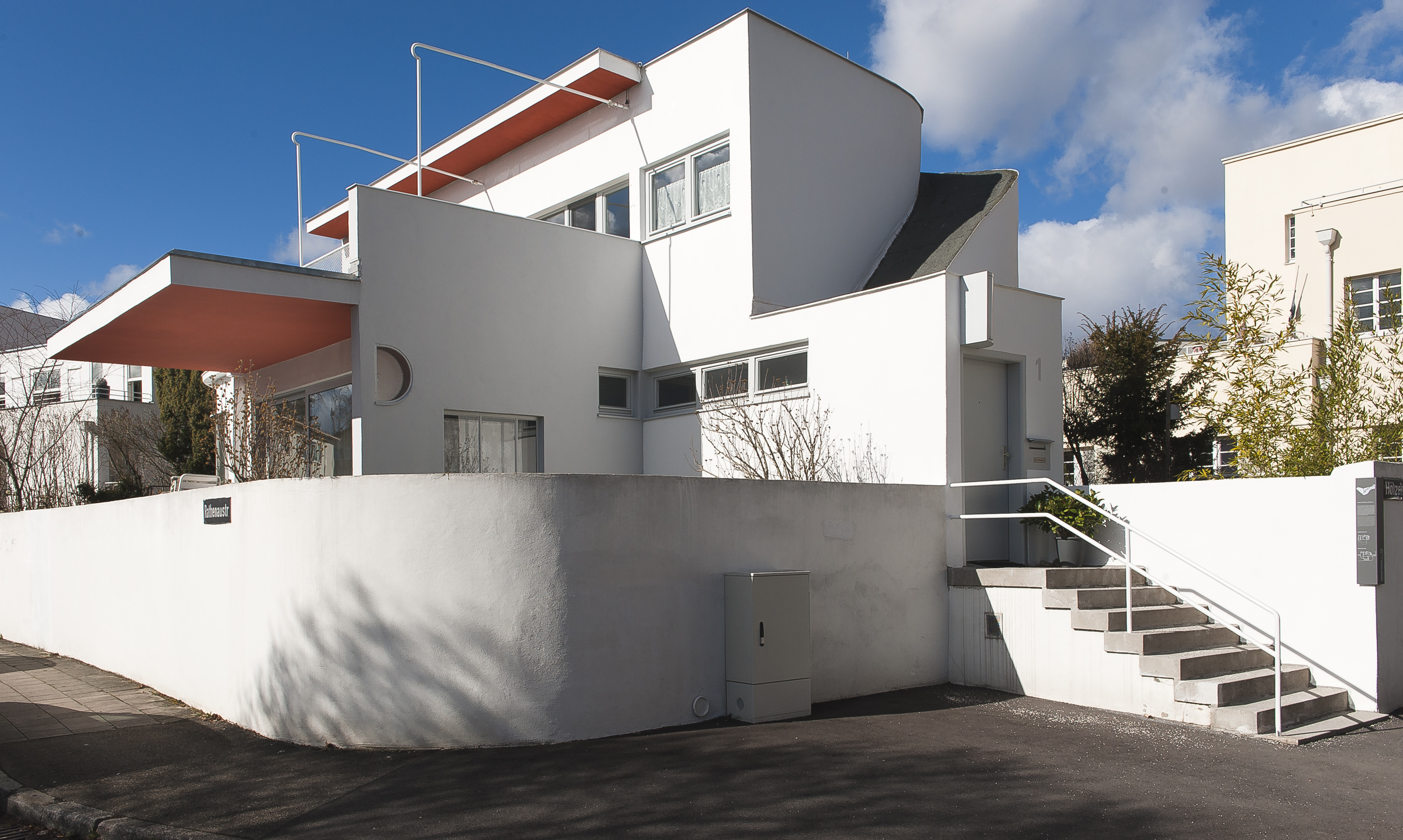
Edifici residencial, Weissenhof Estate, Stuttgart
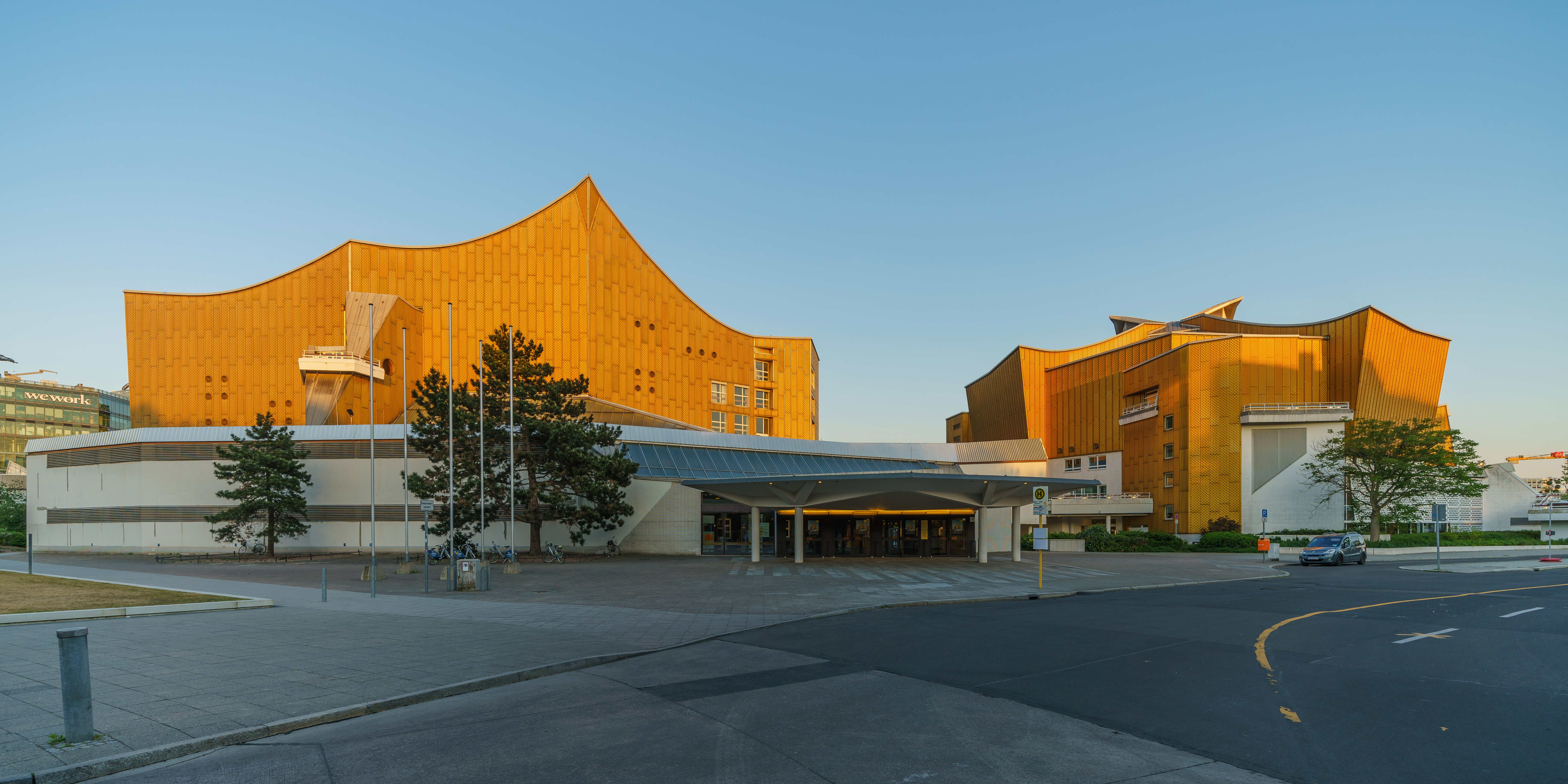
Sala de música de cambra (dreta) i Filharmònica de Berlín
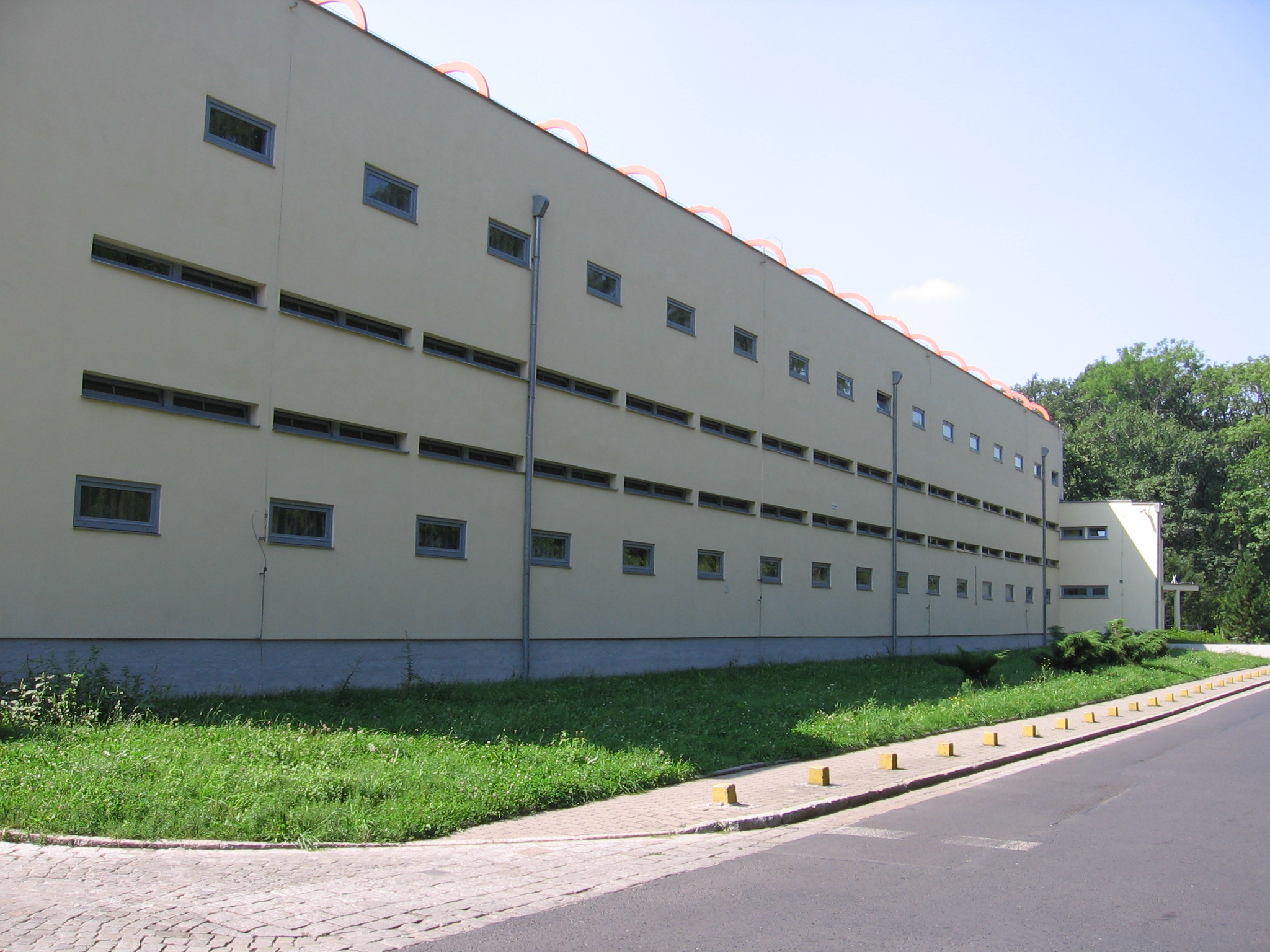
Un dels primers treballs de Scharoun: Hostel a l'exposició WuWa - Werkbund a Breslau
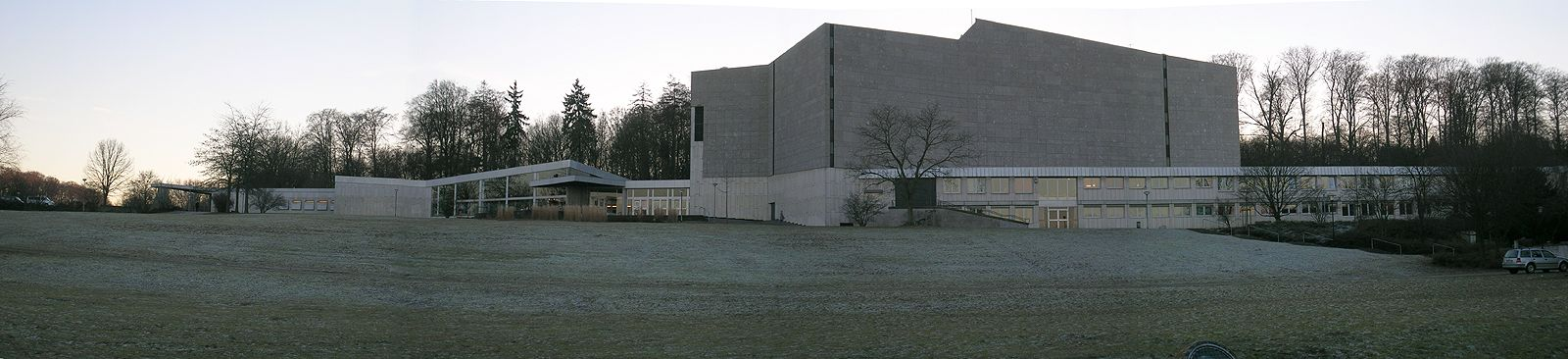
Una obra tardana de Scharoun: Theatre in Wolfsburg, inaugurada el 1973
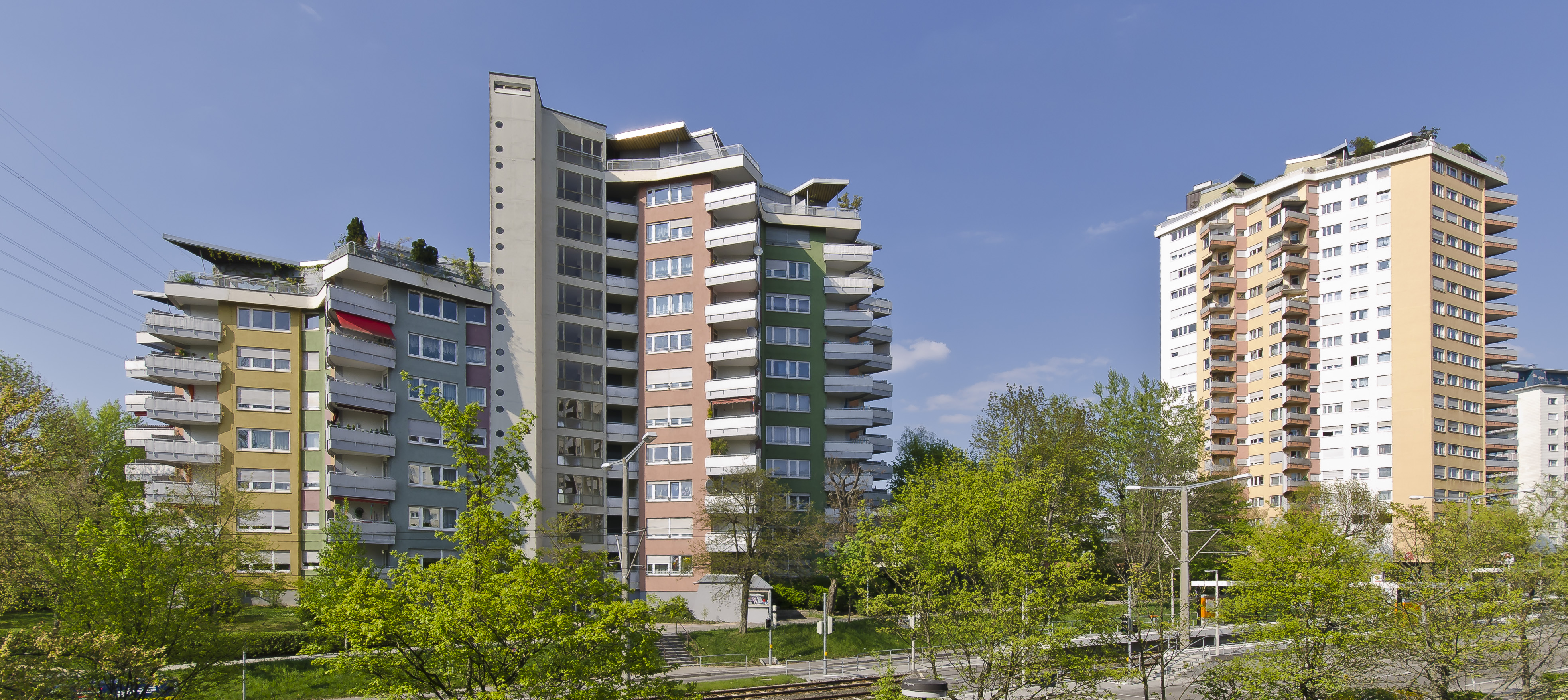
Romeo & Julia, apartaments de gran alçada, Stuttgart -Rot (1954–59)
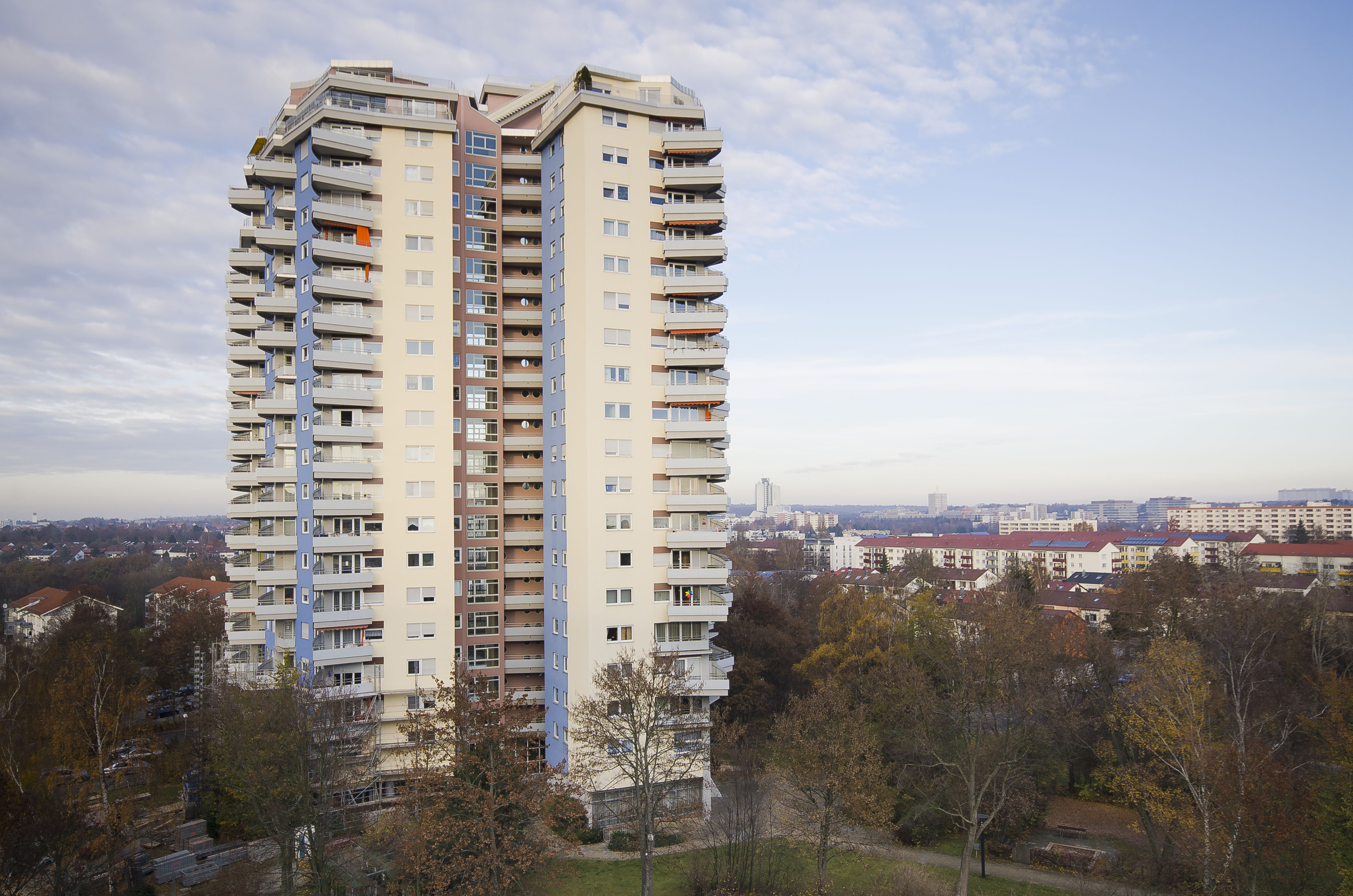
Salute, apartaments de gran alçada, Stuttgart - Fasanenhof (1961–63)
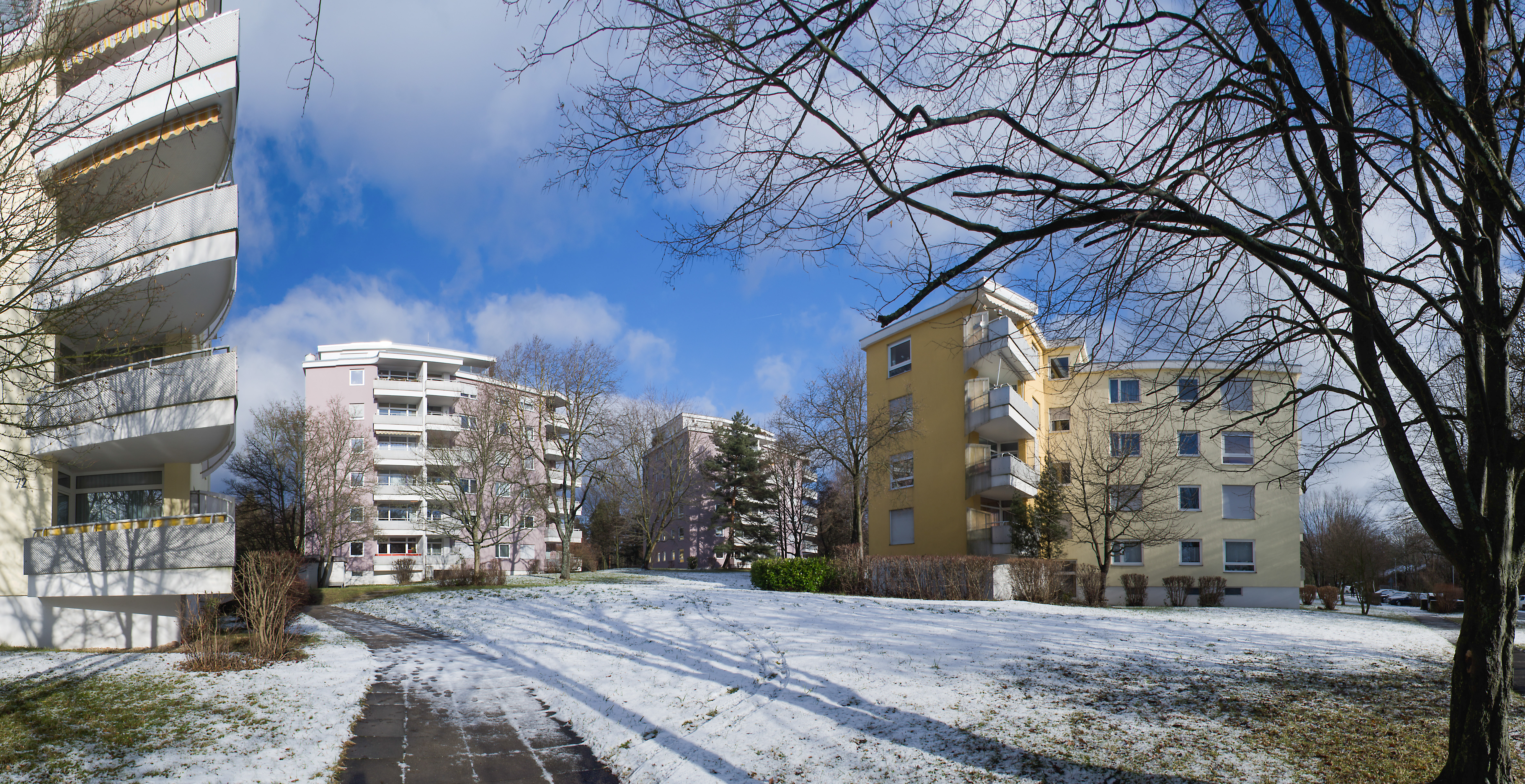
Rauher Kapf, barri residencial, Böblingen (1965)
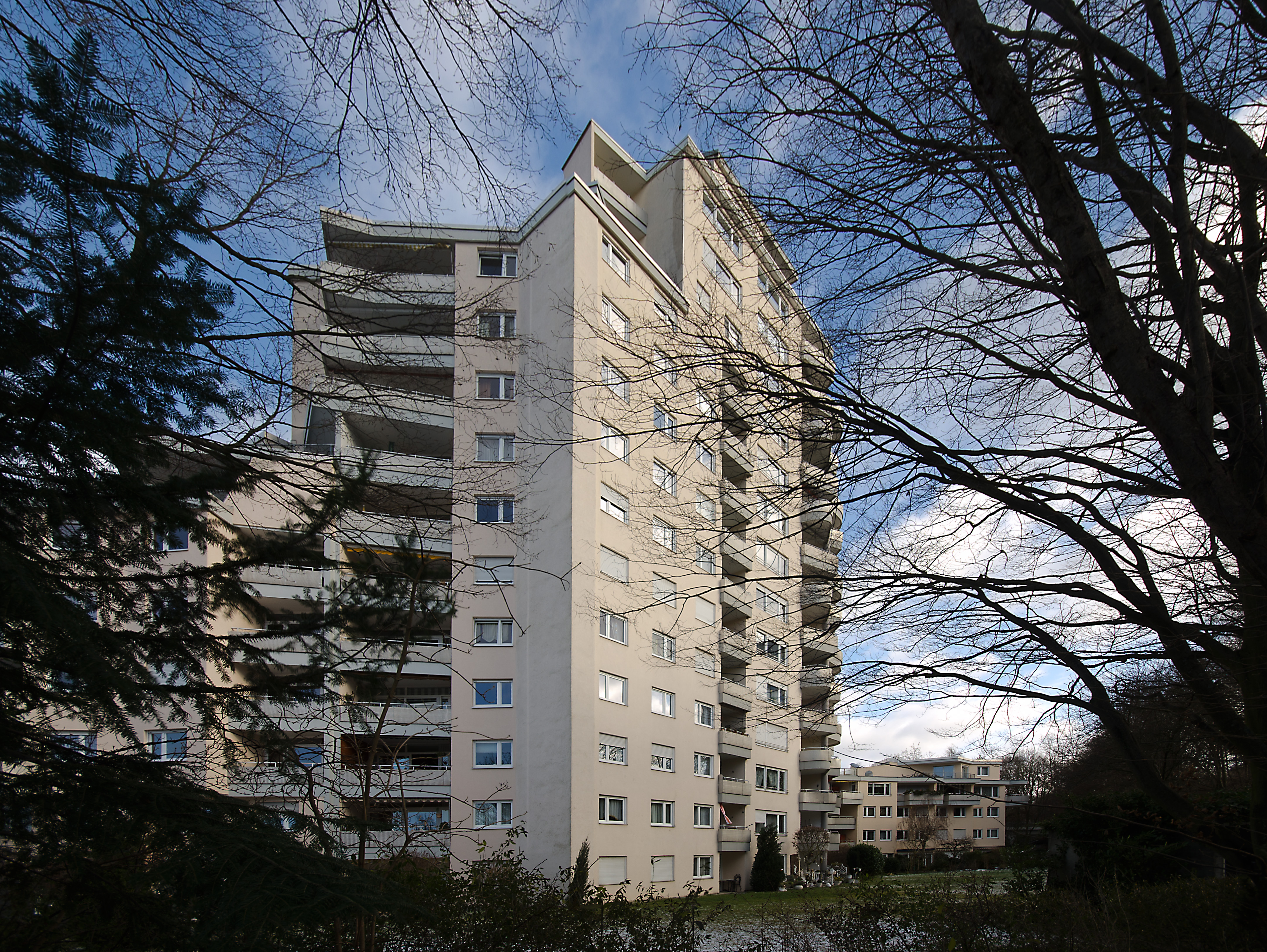
Orplid, apartaments de gran alçada, Böblingen (1971)

### Edificis (seleccionats)
- Una casa anomenada Die Wohnung (L'habitatge) per a l'exposició Werkbund a la finca Weissenhof, Stuttgart, (1927)
- Alberg per a homes per a l'exposició Werkbund anomenada Wohnung und Werkraum (Habitatges i espais de treball), Breslau, (1929)
- Apartaments a Kaiserdamm, Berlín-Charlottenburg, (1928/29)
- Apartaments a Hohenzollerndamm, Berlín-Wilmersdorf, (1929/30)
- Urbanisme i disseny d'habitatges a Großsiedlung Siemensstadt, (1929–31)
- La casa Schminke, Löbau /Sachsen, (1933)
- La casa Baensch, Spandau (Berlín), (1935)
- La casa Hoffmeyer, Bremerhaven, (1935)
- La casa Moll, Berlín-Grunewald, (1936)
- La casa Mohrmann, Berlin-Lichtenrade, (1939)
- Romeo & Julia, apartaments de gran alçada, Stuttgart-Zuffenhausen, (1954–59)
- Charlottenburg-Nord, urbanització, Charlottenburg, (1955–60)
- Girls School (ara una escola integral) "Geschwister-Scholl-Schule", Lünen, (1956–62)
- Berliner Philharmonie, Berlin-Tiergarten, (1957–63)
- Salute, apartaments de gran alçada, Stuttgart-Fasanenhof, (1961–63)
- Escola principal i primària, Marga, (dissenyada el 1960, acabada el 1971)
- Instituts de la Facultat d'Arquitectura de la Universitat Tècnica de Berlín, (1962–70)
- Rauher Kapf, barri residencial de Böblingen, (1965)
- Orplid, apartaments de gran alçada, Böblingen, (1971)
- Edifici de l'ambaixada de la República Federal d'Alemanya, Brasília, (1964–71)
- Teatre de la ciutat, Wolfsburg, (1965–73)
- Deutsches Schiffahrtsmuseum (museu marítim alemany), Bremerhaven, (1970–75)
- Biblioteca estatal, Fundació del Patrimoni Cultural Prussian, Berlín-Tiergarten, (1964–79)

### Projectes (seleccionats)
- Concurs - Plaça de la Catedral de Prenzlau, 1r Premi, (1919)
- Concurs - Museu d'higiene alemany, Dresden, (1920)
- Concurs - Edifici de diversos pisos a l'estació de Friedrichstraße, Berlín, (1922)
- Concurs - Münsterplatz Ulm, (1925)
- Concurs - Ajuntament i espais d'exposició, Bremen, (1928)
- Concurs - Sala de concerts Liederhalle, Stuttgart, 1r premi, (1949)
- Concurs - American Memorial Library, Berlín, (1951)
- Disseny per a una escola primària, Darmstadt, (1951)
- Competició - Desenvolupament del sòl, Illa de Helgoland, (1952)
- Concurs - Teatre, Kassel, 1r Premi, (1952)
- Concurs - Teatre Nacional, Mannheim, 3r Premi, (1953)

### Escrits
- 1925 Conferència preliminar a la Staatlichen Akademie für Kunst und Kunstgewerbe (Acadèmia Estatal d'Arts i Oficis), Breslau